# Plan du New Jersey
Le plan du New Jersey désigne une proposition politique. 
Le 15 juin 1787, après que le Comité plénier de la Convention de Philadelphie de 1787 eut rendu ses conclusions, William Paterson, délégué pour le New Jersey, proposa en réponse au plan de Virginie une structure prenant en compte les inquiétudes des « petits » États. Cette proposition est aussi appelée Paterson Plan ou Small State Plan (littéralement : « programme des petits États »).

## Contenu du plan
William Paterson propose en substance :
1. D'amender et élargir les Articles de la Confédération afin qu'ils atteignent mieux leur but et permettent la préservation de l'Union ;
2. Qu'en plus des pouvoirs actuellement conférés par les Articles de la Confédération, le Congrès puisse lever des taxes ou des droits sur tous les biens cultivés ou manufacturés à l'étranger ; que le Congrès soit compétent pour réguler le commerce entre les États de l'Union aussi bien qu'avec l'étranger ;
3. Que le Congrès puisse procéder à des réquisitions en proportion de la population de chaque État en tenant compte de toute la population libre ainsi que des 3/5 de toute autre population mise à part les Indiens ;
4. Que le Congrès élise un exécutif national non rééligible et révocable par le Congrès ;
5. Que le pouvoir exécutif nomme les juges du Tribunal suprême qui constitue l'organe judiciaire fédéral. Leur compétence inclut la révocation de tout agent fédéral en première instance et en dernière instance tous les cas touchant aux droits des ambassadeurs, aux captures d'ennemis, aux cas de piraterie, aux cas impliquant des étrangers, à la construction de traités et à tout ce qui à rapport à la régulation du commerce et à la levée de l'impôt fédéral ;
6. Que toute loi produite par le Congrès et tout traité ratifié par les États-Unis s'impose aux États concernés et prend le pas sur d'éventuelles lois contradictoires des États. L'exécutif fédéral est autorisé à employer la force pour faire appliquer ces lois et traités ;
7. Que des conditions à l'entrée de nouveaux États doivent être décidées ;
8. Que tous les États doivent avoir les mêmes règles pour la naturalisation ;
9. Qu'un citoyen commettant une infraction en dehors de son État soit jugé comme un citoyen de l'État dans lequel l'infraction a été commise.

Ce plan n'est qu'une modification des Articles de la Confédération et y reste fidèle en augmentant leur champ d'application. Le Congrès reste l'unique chambre législative de la fédération où chaque État dispose d'une voix. Ceci reflète l'idée que les États sont des entités indépendantes et souveraines. 

## Discussion du plan du New Jersey
Il est décidé avant même l'exposé du plan par Paterson qu'il recevrait une attention équivalente à celle accordée au Virginia Plan et serait donc examiné en comité. Ainsi, du 16 au 19 juin se réunit à nouveau le Committee of the whole qui discute le plan de Paterson et le compare au Virginia Plan.
La différence d'intention entre les deux projets est si grande que James Madison rapporte dans la marge de ses notes la remarque que lui fait John Dickinson, délégué du Delaware :
« Vous voyez les conséquences de votre volonté de pousser trop loin vos idées. Certains délégués des petits États sont en faveur d'une législature à deux branches et accordent leur sympathie à un Gouvernement national ; mais nous nous soumettrions à une puissance étrangère plutôt que d'être privés de l'égalité de suffrage dans les deux branches de la législature, étant ainsi jetés sous la domination des grands États. » Les dissensions sont si fortes qu'un accord semble impossible et la poursuite de la convention est menacée. Pinckney va jusqu'à mettre en doute la bonne foi des délégués du New Jersey qui doutent de la légitimité de la convention à faire plus qu'amender les Articles : « Tout se réduit à ceci : donnez au New Jersey un vote égal et il abandonnera ses scrupules et approuvera le système National. »

Wilson récapitule les différences entre les deux plans, : 
| Plan de Virginie                                                                                           | Plan du New Jersey                                                                                  |
| --- | --------------------------------------------------------------------------------------------------- |
| Législature à deux ou trois branches                                                                       | Législature à une branche                                                                           |
| l'autorité vient du peuple                                                                                 | l'autorité vient des États                                                                          |
| la représentation est proportionnelle                                                                      | la représentation est égale                                                                         |
| l'Exécutif a une tête unique                                                                               | l'Exécutif est dirigé par plusieurs                                                                 |
| la majorité du peuple des États-Unis seule peut l'emporter                                                 | une minorité d'individus peut l'emporter                                                            |
| la Législature nationale est compétente dans tous les cas où les États sont isolément incompétents         | les pouvoirs du Congrès sont étendus de façon limitée à certains domaines                           |
| possibilité d'annuler les lois des États                                                                   | rien de tel                                                                                         |
| la procédure de destitution de l'Exécutif s'appuie sur une condamnation                                    | l'Exécutif peut être destitué par une majorité des Exécutifs des États                              |
| possibilité de réviser une loi                                                                             | rien de tel                                                                                         |
| existence de tribunaux nationaux inférieurs                                                                | rien de tel                                                                                         |
| le domaine de compétence du Judiciaire recouvre tout ce qui touche à la paix et l'harmonie entre les États | les domaines de compétence du Judiciaire sont limités et explicités                                 |
| la ratification se fait par un vote du peuple                                                              | la ratification se fait par la législature des États, conformément aux Articles de la Confédération |

La discussion du plan est alors brève. Il s'y insère le 18 juin l'exposé par Hamilton de son plan qui n'est pas débattu. Le 19 juin, Madison énonce son argumentation pour le rejet du plan du New Jersey. Le vote qui suit confirme à sept voix contre trois (le New Jersey, le New York et le Delaware votent contre) l'assentiment du comité pour le plan de Virginie amendé.